# Рікардо Кортес
Ріка́рдо Корте́с (англ. Ricardo Cortez; 19 вересня 1900 — 28 квітня 1977), справжнє ім'я Джейкоб Кранц (англ. Jacob Krantz) — американський актор.

## Життєпис
Народився в Нью-Йорку. До своєї кар'єри в кіно Кранц був боксером-любителем і працював брокером на Уолл-стріт. У зв'язку з популярністю «латинських коханців» тієї епохи (Рудольф Валентіно, Рамон Новарро і Антоніо Морено) голлівудські продюсери змінили акторові ім'я з Кранц на Кортес. Актор зіграв більш ніж у 100 фільмах. У 1930 році він зіграв приватного детектива Сема Спейда у фільмі «Місяць Монтани», де його партнеркою по зйомках була Джоан Кроуфорд.
У 1931 році Кортес знову зіграв Спейда в докодексовому детективному фільмі «Мальтійський сокіл». У 1934 році Рікардо Кортес зіграв в адаптації бродвейського мюзиклу «Бар здивувань», разом з Елом Джолсон і Долорес дель Ріо. У 1936 році актор виконав роль Перрі Мейсона у фільмі «Справа про чорного кота», знятому за однойменним оповіданням Ерла Стенлі Гарднера.
У 1926 році Кортес одружився з актрисою німого кіно Альмою Рубенс, з якою він прожив до її смерті від пневмонії в 1931 році.
У 1960 році Кортес пішов з кінобізнесу і повернувся в Нью-Йорк, де став брокером в інвестиційному банку «Salomon Brothers» на Уолл-стріт.
Помер Рікардо Кортес в 1977 році. Був похований на цвинтарі Вудлон.

## Вибрана фільмографія
| Рік  |   | Українська назва                  | Оригінальна назва                 | Роль                   |
| ---- | - | --------------------------------- | --------------------------------- | ---------------------- |
| 1923 | ф | Джентльмен з Америки              | The Gentleman from America        | відсутній у титрах     |
| 1926 | ф | Потік                             | Torrent                           | дон Рафаель Брюлл      |
| 1926 | ф | Вулкан                            | Volcano!                          | Стефан Секюнау         |
| 1927 | ф | Приватне життя Єлени Троянської   | The Private Life of Helen of Troy | Паріс                  |
| 1930 | ф | Місяць Монтани                    | Montana Moon                      | Джеффрі «Джефф» Пелхам |
| 1931 | ф | Погана компанія                   | Bad Company                       | Голді Горіо            |
| 1932 | ф | Симфонія шести мільйонів          | Symphony of Six Million           | доктор Фелікс Кляубер  |
| 1932 | ф | Плоть                             | Flesh                             | Нікі                   |
| 1933 | ф | Сентиментальна співачка           | Torch Singer                      | Тоні Каммінгс          |
| 1935 | ф | Фріско Кід                        | Frisco Kid                        | Пол Морра              |
| 1939 | ф | Останнє попередження містера Мото | Mr. Moto's Last Warning           | Фабіан Великий         |